# Beweging van de Godbouwers
De Beweging van Godbouwers was een door de marxisten Alexander Bogdanov, Maxim Gorki en Anatoli Loenatsjarski opgerichte groep. Zowel Loenatsjarski als Gorki en Bogdanov waren ervan overtuigd dat een mens een van nature  religieus wezen was. In hun ogen bood het marxisme weinig tot geen alternatief voor een zekere vorm van spiritualiteit. Als dogmatische marxisten waren zij atheïst, doch hoopten dat na een marxistische revolutie er nog mogelijkheden zouden blijven bestaan om de van nature religieuze mens een alternatief te bieden. In de ogen van de Godbouwers moest de mens zich allerlei wetenschap meester maken en op die manier in staat worden gesteld om "Bijbelse wonderen" (Loenatsjarski) te doen. Met name elektriciteit speelde in de Beweging van de Godbouwers een belangrijke rol. Gorki geloofde dat een groep mensen speciale energie kon opwekken om zo een pas overleden persoon weer tot leven te brengen. Gorki geloofde eveneens in paranormale krachten. Lenin wees deze ideeën als onmaterialistisch af en er ontstond een verwijdering tussen de Godbouwers en de laatste. Pas in 1917 vond er een verzoening plaats.
In de jaren twintig van de 20e eeuw liet Loenatsjarski nog een vaag protest horen tegen de antigodsdienstige propaganda in de Sovjet-Unie die hij "bourgeoisachtig" vond. 
De belangrijkste "verdienste" van de Godbouwers kwam met het overlijden van Lenin toen zij en Stalin op het idee kwamen om Lenin - in tegenstelling tot zijn laatste wens - te balsemen en tentoon te stellen in een mausoleum, hetgeen ook gebeurde. Op deze wijze maakten zij van Lenin een reliek van het communisme. Nadien werden de meeste communistische staatslieden in mausolea te ruste gelegd om zo als blijvende relikwieën te dienen voor de volgende generaties communisten.